# جواز سفر تنزاني

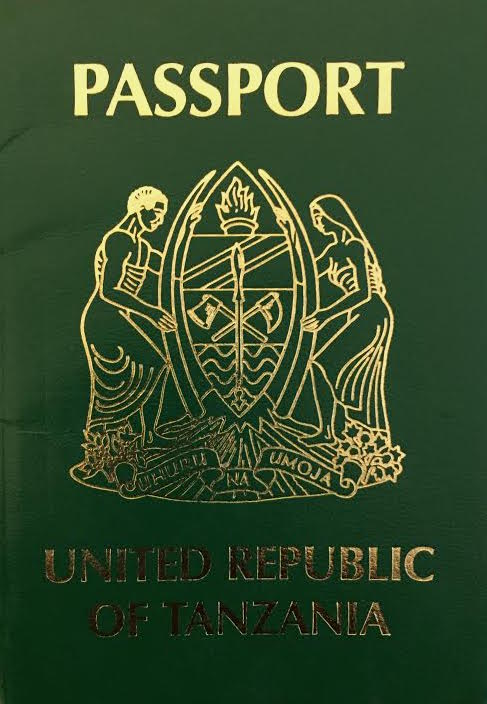
الغلاف الأمامي لجواز السفر التنزاني القديم المقروء آليًا

يصدر جواز السفر التنزاني لمواطني جمهورية تنزانيا المتحدة للسفر الدولي. وزارة الهجرة هي المسؤولة عن إصدار جوازات السفر.

## متطلبات التاشيرة
اعتبارًا من 13 نوفمبر 2021 ، كان المواطنون التنزانيون يتمتعون بدخول  72 دولة وإقليم بدون تأشيرة أو تأشيرة عند الوصول، مما يجعل جواز السفر التنزاني في المرتبة 77 من حيث حرية السفر وفقًا مؤشر هينلي لجوازات السفر.

## المراجع

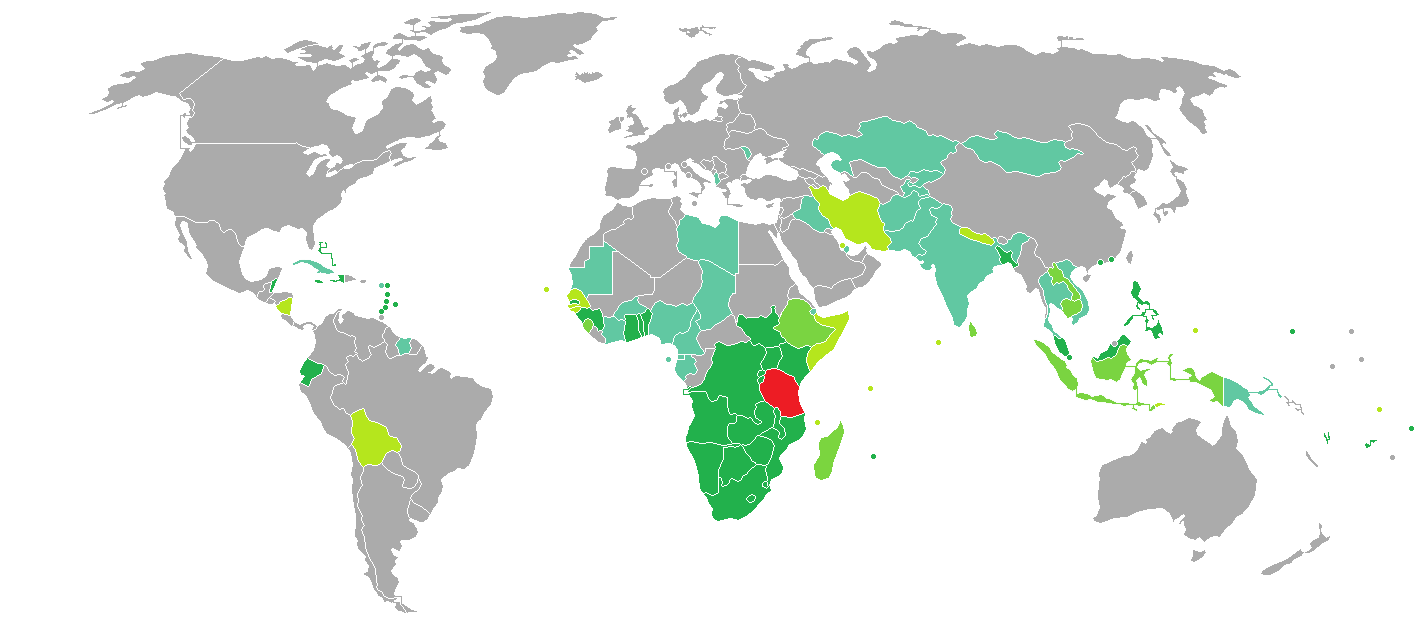
البلدان والأقاليم التي لا تفرض تأشيرة أو تطلب تأشيرة دخول عند الوصول للجهة، لحاملي جوازات السفر التنزانية العادية.

## روابط خارجية
- وزارة تنزانيا للشؤون الداخلية، معلومات جواز السفر.